# Латинская Ось (Вторая мировая война)

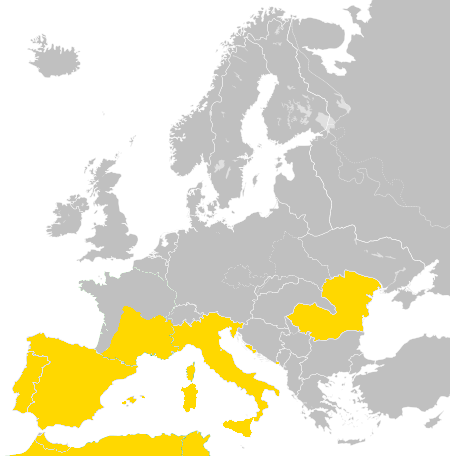
Европейские государства, являвшиеся главными претендентами на вступление в Ось, выделены жёлтым цветом на карте

Латинская Ось — предполагаемый военно-политический союз между европейскими этнолингвистически романскими (латинскими) странами в период Второй мировой войны. 

## Попытка создания
Инициатором союза выступил румынский политик, госдеятель, премьер-министр и министр иностранных дел Румынии Михай Антонеску, предложивший данную концепцию союзной Италии. Центральными и главными претендентами на вступление в Ось являлись Румыния, Италия, Вишистская Франция, Франкистская Испания и Португалия.
Основой причиной создания Латинской Оси послужило мнение Антонеску насчёт того, что этот союз будет располагаться на той территории Европы, в которой Нацистская Германия была слабее всего и может стать серьёзным противовесом к Третьему Рейху и укрепить его идеи и политику. Сама Германия поддержала концепцию Латинской Оси и нацистская пропаганда принимала активное участие в продвижении и распространении этой идеи в Италии, содействуя фашисткой пропаганде на её территории. Тем не менее, Латинская Ось так и не смогла начать своё существование.

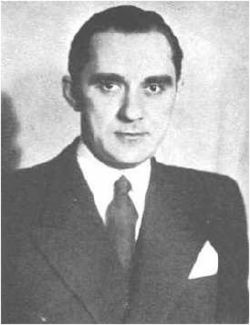
Главный инициатор создания Латинской Оси — румынский политик Михай Антонеску

Фюрер Нацистской Германии, Адольф Гитлер, принимал активное участие в продвижении идеи создания Латинской Оси и в октябре 1940 года посетил город Андай недалеко от французско-испанской границы, чтобы обсудить концепцию потенциального союза с главой Испании, Франсиско Франко, который положительно отреагировал на идею создания союза, видя в нём огромный потенциал и шанс на ослабление Великобритании, которая, на тот момент времени, являлась единственной страной Европы, которая противостояла нацистскому режиму и активно боролась с Германией и её союзниками.

## Потенциальные участники союза

### Основные претенденты на вступление в Ось
- Румыния (инициатор)
- Италия
- Французское Государство
- Франкистская Испания
- Португалия

### Союзники и наблюдатели Оси
- Нацистская Германия (1940)